# Raión de Yurivka
Raión de Yurivka (en ucraniano: Юр'ївський район) es un antiguo raión o distrito de Ucrania en el óblast de Dnipropetrovsk. 
Comprende una superficie de 900 km².
La capital fue la ciudad de Yurivka.

## Demografía
Según estimación 2010 contaba con una población total de 13952 habitantes.

## Otros datos
El código KOATUU es 1225900000. El código postal 51300 y el prefijo telefónico +380 5635.